# Lassie se vrací

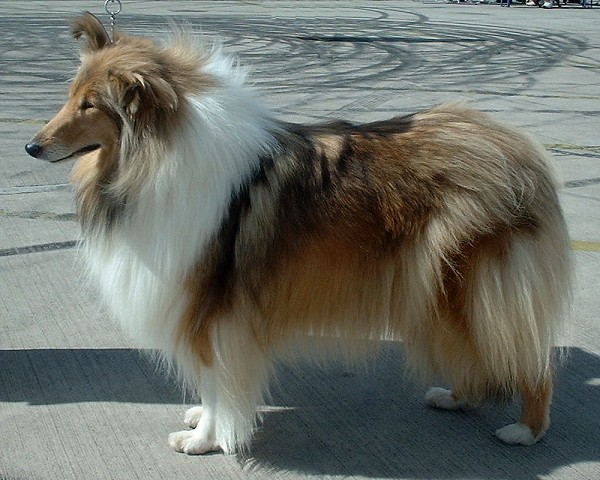
Lassie je dlouhosrstá kolie

Lassie se vrací (1940, v originále Lassie Come-Home) je povídka angloamerického spisovatele Erica Knighta. Dojemný příběh o psí věrnosti autora rázem proslavil, kniha se po svém vydání stala bestsellerem.

## Obsah povídky
Lassie je čistokrevná dlouhosrstá kolie, která vyrůstá v rodině yorkshirského horníka Sama Carraclougha a je miláčkem jeho dvanáctiletého syna Joea, na kterého čeká každý den před školou. V důsledku otcovy nezaměstnanosti a následné tíživé finanční situace je rodina nucena Lassii prodat bohatému vévodovi z Rudlingu. Lassie mu však neustále utíká a tak ji vévoda odveze na své panství na vzdáleném severu Skotska. Lassie však uteče i zde a vydává se na dlouhou a strastiplnou cestu domů plnou překážek a nebezpečí. Hlídači ovčích stád po ní střílejí, je zraněna, ale hodní lidé ji zachrání. Musí se naučit snášet hlad i zimu, obstarat si potravu a bránit se. Nakonec se jí podaří dostat se domů.
Joe už nevěří, že by se s Lassii ještě někdy setkal. Jednoho dne na něj však před školou v dosti zuboženém stavu opět čeká. Všichni mají radost a vévoda, který pochopí, že Lassie by mu neustále utíkala, nabídne Joeově rodině práci v jeho psí stanici včetně ubytování v domku poblíž.

## Filmové adaptace
- Lassie Come-Home (1943, Lassie se vrací), americký film, režie Fred M. Wilcox, v jedné z hlavních dětských roli Elizabeth Taylorová
- Son of Lassie (1945, Syn Lassie), americký film využívající autorovy postavy, režie S. Sylvan Simon
- Courage of Lassie (1946, Odvážná Lassie), americký film využívající autorovy postavy, režie Fred M. Wilcox, v jedné z hlavních dětských roli Elizabeth Taylorová.
- Lassie (1954–1973), americký televizní seriál na motivy autorova díla (376 třicetiminutových částí)
- Lassie (1994), americký film, režie Daniel Petrie
- Lassie (1997–1999), kanadský televizní seriál
- Lassie (2005), americký film, režie Charles Sturridge

## Česká vydání
- Lassie se vrací, Práce, Praha 1959, přeložila Berta Neubertová, znovu 1965 a 1966.
- Lassie se vrací, SNDK, Praha 1963, přeložila Sandra Zámecká, znovu SNDK, Praha 1970.
- Lassie se vrací, Olympia, Praha 1982, přeložil Oldřich Černý, znovu Naše vojsko, Praha 1993 a Knižní klub 2001 a 2009.
- Lassie se vrací, Egmont ČR, Praha 1995, podle původního díla napsala Rosemary Wellsová, přeložila Jitka Minaříková, znovu 1996 a 1997.